# Eric Johana Omondi
Eric Johana Omondi (sinh ngày 18 tháng 8 năm 1994) là một cầu thủ bóng đá người Kenya thi đấu cho IF Brommapojkarna ở vị trí tiền vệ.

## Sự nghiệp quốc tế
Johana có 11 lần khoác áo đội tuyển quốc gia Kenya; anh có màn ra mắt trước Ethiopia vào ngày 4 tháng 7 năm 2015 tại sân vận động Nyayo và bàn thắng đầu tiên của anh là bàn thắng quyết định  chiến thắng cho Kenya trước Congo trên sân vận động Kasarani với tỉ số 2-1.

### Bàn thắng quốc tế
Tỉ số và kết quả liệt kê bàn thắng của Kenya trước.
| #  | Ngày                 | Địa điểm                                       | Đối thủ        | Tỉ số | Kết quả | Giải đấu           |
| -- | -------------------- | ---------------------------------------------- | -------------- | ----- | ------- | ------------------ |
| 1. | 4 tháng 6 năm 2016   | Trung tâm Thể thao Quốc tế Moi, Nairobi, Kenya | Cộng hòa Congo | 2–1   | 2–1     | Vòng loại CAN 2017 |
| 2. | 12 tháng 11 năm 2016 | Trung tâm Thể thao Quốc tế Moi, Nairobi, Kenya | Mozambique     | 1–0   | 1–0     | Giao hữu           |
| 3. | 27 tháng 3 năm 2018  | Sân vận động Marrakech, Marrakesh, Maroc       | Trung Phi      | 1–1   | 2–3     | Giao hữu           |
| 4. | 14 tháng 10 năm 2018 | Trung tâm Thể thao Quốc tế Moi, Nairobi, Kenya | Ethiopia       | 2–0   | 3–0     | Vòng loại CAN 2019 |

## Danh hiệu
Cá nhân
Tiền vệ xuất sắc nhất năm Giải bóng đá ngoại hạng Kenya 2015.